# Park Narodowy Banco
Park Narodowy Banco (fr. Parc national du Banco) – park narodowy na południu republiki Wybrzeża Kości Słoniowej, położony w Attécoubé – dzielnicy Abidżanu. Został utworzony w 1953 roku. Zajmuje 3438 hektarów i obejmuje obszar pierwotnego lasu.